# Дом психопата
Дом психопата (англ. Psycho House) — психологический роман-триллер 1990 года, написанный американским писателем Робертом Блохом.

## Сюжет
Десять лет спустя после смерти Нормана Бэйтса, местный предприниматель восстанавливает отель Бэйтса в городе Фэйрвэйл в виде аттракциона, открытого для посещения всеми желающими. Эми Хэйнс отправляется в знаменитый дом психопата, чтобы написать книгу о Бэйтсе, но неожиданная волна убийств вновь заставляет содрогнуться город от страха. Странно, что Хэйн сталкивается с сильным сопротивлением со стороны жителей, когда она собирается привести в округ группу следователей, чтобы разобраться в происходящем кошмаре.

## Связь с фильмом Мотель Бейтса (1987)
Неизвестно, написан ли роман по мотивам телефильма Мотель Бейтса, который планировалось превратить в сериал, но роман вышел два года спустя после премьеры картины на канале NBC в 1987 году. Кроме того, сотрудничество Блоха и студии Universal Studios в работе над франшизой Психоз прекратилось ещё в 1982 года после выхода второго романа.

## Связь с фильмом Добро пожаловать в мотель Бейтса
В триллере Байрона Турка Добро пожаловать в мотель Бейтса (2012) события происходят на территории парка аттракционов на тему Хэллоуина.

## Русское издание
Впервые на русском языке роман был опубликован в 2009 году издательством Азбука-Классика — в книге из 608 страниц были представлены все три романа франшизы Роберта Блоха в переводе Рамина Шидфора (Психоз) и Игоря Богданова (Психоз 2 и Дом психопата).